# Євген Григоренко
Євгеній Григоренко (24 вересня 1975, Одеса, УРСР, СРСР) — український сценарист.

## Життєпис
Євгеній Григоренко народився 24 вересня 1975 року в Одесі, у сім'ї військовослужбовця. Закінчив Київський університет цивільної авіації, здобувши фах інженера-будівельника. Був капітаном команди фестивалю «Студвесна» факультету аеропортів.
У 2010 році закінчив з відзнакою Школу сценарної майстерності «FILM.UA», а у 2014 році відвідував Школу акторської майстерності «FILM.UA».
У 2018 році потрапив у шорт-лист номінантів «Телетріумфу» в номінації «Сценарист/сценарна група телевізійного фільму/серіалу».
Фільмографія Євгенія Григоренко (неповна). [Архівовано 10 квітня 2017 у Wayback Machine.]

## Фільмографія
- 2018 — «Виходьте без дзвінка»
- 2017 — «Що робить твоя дружина»[2]
- 2017 — «Зустрічна смуга»[3]
- 2017 — «Два життя»[4]
- 2016 — «25-та година»